# Gastón de Peralta
Gastón de Peralta (Paul, 1510 – Valladolid, 1587) è stato un nobile spagnolo (anche se la città dove nacque, nella Bassa Navarra è attualmente in territorio francese), marchese di Peralta, marchese di Falces e conte di Navarra.
Terzo viceré della Nuova Spagna (1566-1567), dovette presiedere a processi ed esecuzioni a carico di Martín Cortés Zúñiga, marchese della valle di Oaxaca, accusato di cospirare contro Filippo II di Spagna. Sospese invece la pena di Don Luis Cortés, fratello del marchese, inviato in Spagna.
Peralta arrivò a Città del Messico in un'atmosfera tesa. Uno dei suoi primi atti avrebbe dovuto sgombrare l'artiglieria e i soldati che erano accampati nel palazzo del viceré e nelle principali strade della città.
Durante il suo regno aprì un ospedale per anziani, invalidi, convalescenti e matti. Accusato di animosità nei confronti dei rappresentanti, si ritirò a Madrid. Queste accuse vennero comunicate al sovrano spagnolo Filippo II. Allarmato, il re inviò due visitatori, Luis Carrillo e Alonso de Muñoz, nella Nuova Spagna, per scoprire la verità. Gli fu imposto il ritorno in patria, ma una volta giudicato fu trovato innocente e assolto.
Come premio per i suoi servigi fu nominato conte di Navarra. Possedeva già i titoli di marchese di Peralta e marchese di Falces e fu il primo ad avere in Messico il trattamento di eccellenza.